# شايان مصلح
شايان مصلح (من مواليد 25 يونيو 1993) هو لاعب كرة قدم إيراني يلعب مع نادي غل غهر سيرجان في دوري المحترفين الإيراني.

## روابط خارجية
- شايان مصلح على موقع قاعدة بيانات كرة القدم.إي يو (الإنجليزية)
- شايان مصلح على موقع عالم كرة القدم.نت (الإنجليزية)